# Fengtai
Fengtai (chinesisch 豐台區 / 丰台区, Pinyin Fēngtái Qū) ist ein Stadtbezirk der chinesischen Hauptstadt Peking. Der Stadtbezirk hat eine Fläche von 304,9 km² und liegt südwestlich des Stadtkerns. Die Einwohnerzahl beträgt 2.019.764 (Stand: Zensus 2020).
Der Beijing World Park befindet sich auf dem Gebiet von Fengtai.

## Geschichte
Während der Zeit der Streitenden Reiche (475–221 v. Chr.) war der heutige Stadtbezirk nur Brachland vor den Toren von Ji (蓟), der Hauptstadt des Staates Yan. Nach der Reichseinigung durch König Ying Zheng von Qin im Jahr 221 v. Chr. wurde Ji zur Kommandantur Guangyang (广阳郡), im heutigen Fengtai wurde der Kreis Ji (蓟县) eingerichtet. Während der Westlichen Han-Dynastie (206 v. Chr. – 9 n. Chr.) wurde im Süden des Kreises Ji der zusätzliche Kreis Yinxiang (阴乡县) eingerichtet, der Sitz der Kreisregierung befand sich im heutigen Verwaltungsdorf Baotai (葆台村) des Gebietsbüros Huaxiang. 1974 wurden dort die Gräber von Liu Jian (刘建), 73–45 v. Chr. Prinz von Guangyang (广阳王), und seiner Frau entdeckt. Ab Anfang 1979 wurde über dem Grab von Liu Jian eine schützende Halle mit integriertem Museum gebaut, das am 1. Dezember 1983 eröffnet wurde.
Während der Östlichen Han-Dynastie (25–220 n. Chr.) wurde der Kreis Yinxiang aufgelöst, das Gebiet kam zu Ji. Im Jahr 781 der Tang-Dynastie wurde das Kreisgebiet jedoch erneut geteilt. Die heutigen Gebietsbüros Lugouqiao und Huaxiang, also die Mitte von Fengtai, wurden zum Kreis Youdu (幽都县) zusammengefasst, das heutige Gebietsbüro Nanyuan, also der Osten von Fengtai, blieb als Kreis Ji erhalten. Die Namen der Kreise änderten sich im Laufe der folgenden fünfhundert Jahre mehrmals, aber die Verwaltungsstruktur an sich blieb bis in die Yuan-Dynastie erhalten. Dann – Peking war 1264 Reichshauptstadt geworden – wurde das Gebiet in drei Kreise aufgeteilt: Daxing (大兴县) im Osten, Wanping (宛平县) in der Mitte, und Liangxiang (良乡县) im Westen. Diese Einteilung wurde, mit wechselnden Namen, von der Ming-Dynastie (1368–1644) übernommen.
Mit der zunehmenden Verstädterung gegen Ende der Qing-Dynastie wurde das Gebiet nördlich des heutigen Straßenviertels Dahongmen um 1900 dem Innenstadtbereich zugeschlagen, im Juni 1928 wurde der Osten des heutigen Stadtbezirks zur „Südlichen Vorstadt“ (南郊区) erklärt. Der Westen von Fengtai hatte damals jedoch noch ländliche Strukturen und bestand aus den drei Kreisen Wanping, Fangshan (房山县) und Liangxiang. Nachdem die Garnison Beiping am 31. Januar 1949 kapituliert hatte und Einheiten der Roten Armee unter Lin Biao und Nie Rongzhen kampflos in die Stadt einmarschiert waren, fanden mehrere Verwaltungsreformen statt. 1952 wurde mit Wanping der letzte der alten Kreise aufgelöst; das Gebiet des heutigen Stadtbezirks war auf die Stadtbezirke Fengtai (丰台区), Nanyuan (南苑区) und Shijingshan (石景山区) aufgeteilt. 1958 wurden schließlich Nanyuan und Teile von Shijingshan mit Fengtai vereinigt. Seitdem existiert der Stadtbezirk in seinen heutigen Grenzen.

## Administrative Gliederung

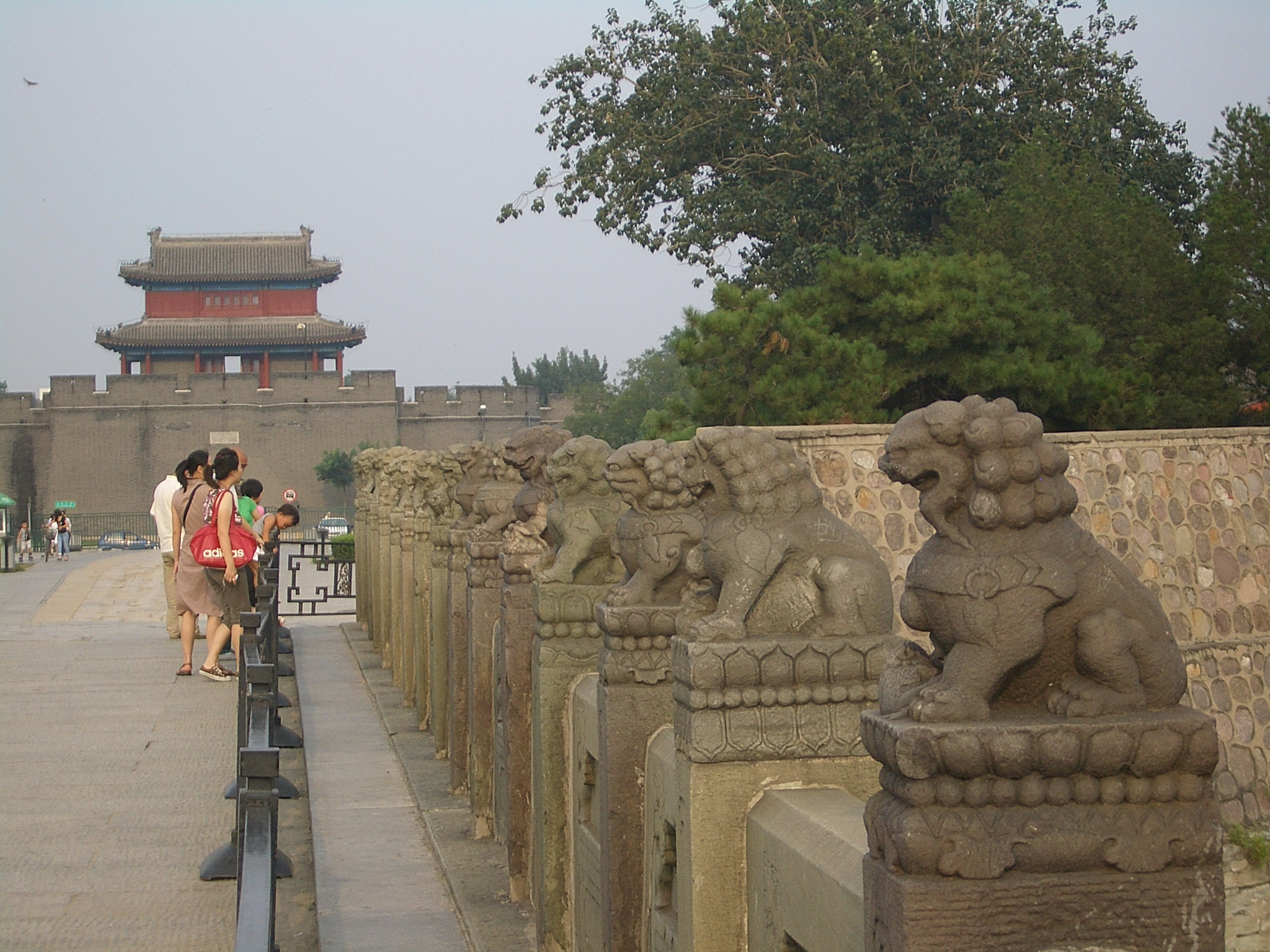
Löwen auf der Marco-Polo-Brücke. Im Hintergrund der Eingang zur Wanping-Festung

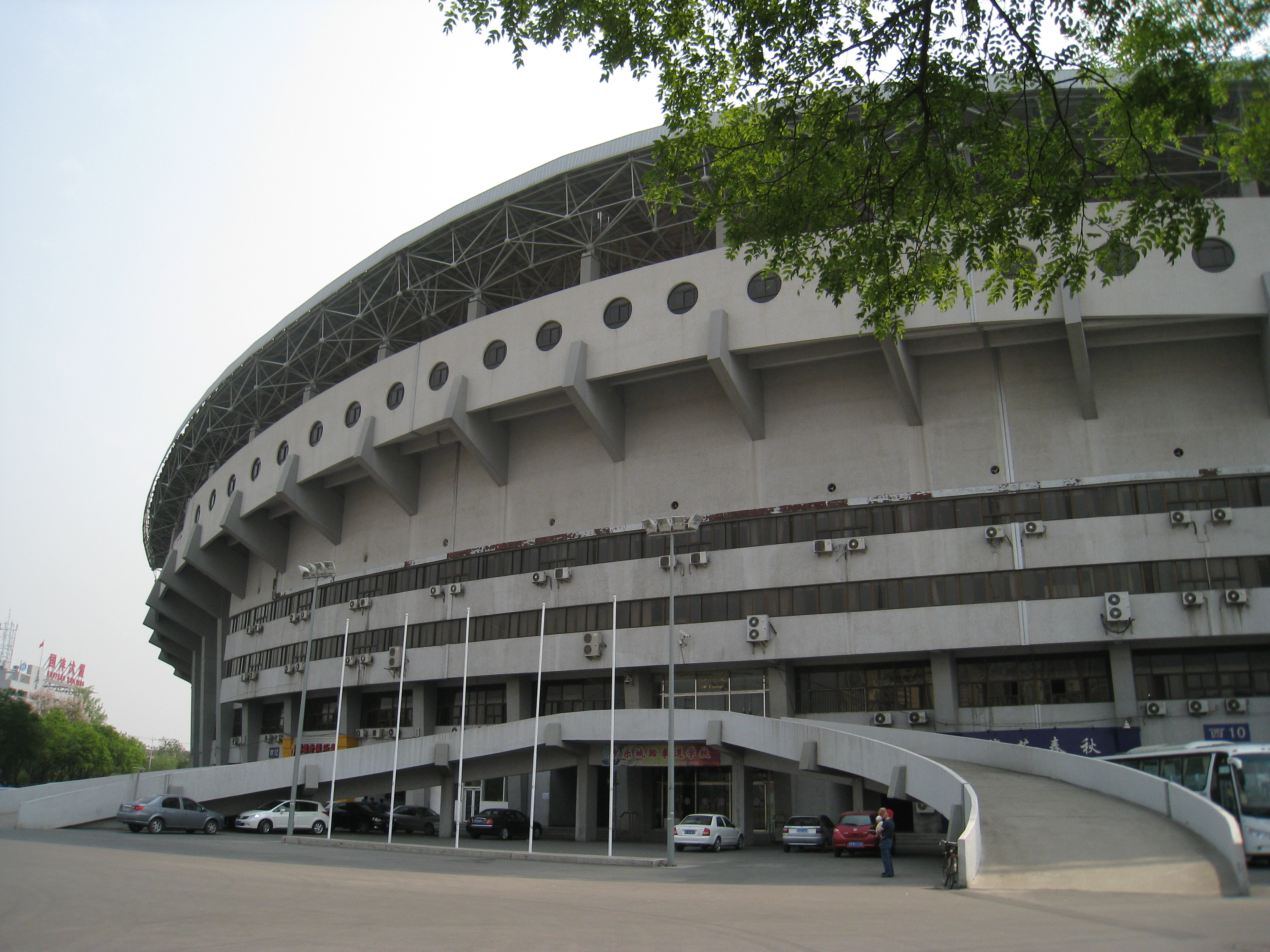
Fengtai-Stadion

Auf Gemeindeebene setzt sich Fengtai aus 14 Straßenvierteln, fünf Gebietsbüros und zwei Großgemeinden zusammen. Diese sind:
- Straßenviertel Changxindian (长辛店街道);
- Straßenviertel Dahongmen (大红门街道);
- Straßenviertel Donggaodi (东高地街道);
- Straßenviertel Dongtiejiangying (东铁匠营街道);
- Straßenviertel Fengtai (丰台街道);
- Straßenviertel Heyi (和义街道);
- Straßenviertel Lugouqiao (卢沟桥街道);
- Straßenviertel Majiabao (马家堡街道);
- Straßenviertel Nanyuan (南苑街道);
- Straßenviertel Taipingqiao (太平桥街道);
- Straßenviertel Xiluoyuan (西罗园街道);
- Straßenviertel Xincun (新村街道);
- Straßenviertel You’anmen (右安门街道), Sitz der Stadtbezirksregierung;
- Straßenviertel Yungang (云岗街道);
- Gebietsbüro Fangzhuang (方庄地区);
- Gebietsbüro Huaxiang (花乡地区);
- Gebietsbüro Lugouqiao (卢沟桥地区);
- Gebietsbüro Nanyuan (南苑地区);
- Gebietsbüro Wanpingcheng (宛平城地区);
- Großgemeinde Changxindian (长辛店镇);
- Großgemeinde Wangzuo (王佐镇).

## Verkehr
Durch Fengtai führen die 2. Ringstraße, die 3. Ringstraße, die 4. Ringstraße, die 5. Ringstraße und die 6. Ringstraße Pekings, die Autobahn Peking-Hongkong-Macau sowie die Nationalstraße 104 nach Fuzhou und die Nationalstraße 107 nach Shenzhen. Im Straßenviertel Taipingqiao befindet sich der 1996 eröffnete Westbahnhof von Peking mit 18 Bahnsteigen, von wo die Fernstrecken in den Westen und Süden Chinas beginnen. Der Bahnhof ist seit dem 28. Dezember 2014 mit den U-Bahn-Linien 7 und 9 an den öffentlichen Personennahverkehr angebunden.
Von Juli 1910 bis September 2019 bestand im Straßenviertel Nanyuan der sowohl militärisch als auch zivil genutzte Flughafen Peking-Nanyuan.